# Beatriz Morayra
Beatriz Morayra (Mexikóváros, 1977. április 27. –) mexikói színésznő, énekesnő.

## Élete és pályafutása
Mexikóban született. Karrierjét 1985-ben kezdte a Mujer, casos de la vida realban. 2001-ben A betolakodó című telenovellában Aidé szerepét játszotta. 2011-ben szerepet kapott a Como dice el dicho című sorozatban. 2012-ben Martha szerepét játszotta az Amit a szív diktál című telenovellában.

## Filmográfia
| Év   | Eredeti Cím                  | Cím                | Szerep                        |
| ---- | ---------------------------- | ------------------ | ----------------------------- |
| 1985 | Mujer, casos de la vida real |                    |                               |
| 2001 | La intrusa                   | A betolakodó       | Aidé                          |
| 2003 | El secreto oculto            |                    | Yolanda                       |
| 2003 | Clase 406                    |                    | Georgina                      |
| 2004 | Rebelde                      |                    |                               |
| 2007 | Lola, érase una vez          |                    |                               |
| 2008 | En nombre del amor           | A szerelem nevében | Lorena Lozano Peniche         |
| 2011 | Como dice el dicho           |                    | Laura                         |
| 2012 | Porque el amor manda         | Amit a szív diktál | Martha Ferrer / Marcia Ferrer |
| 2013 | Como dice el dicho           |                    | Alba Romero                   |
| 2014 | Mi corazón es tuyo           | Szerelem ajándékba | Manuela Limón                 |
| 2016 | Sueño de amor                |                    | Silvana Fierro Mazanares      |